# Halictillus
Halictillus är ett släkte av bin. Halictillus ingår i familjen vägbin.
Kladogram enligt Catalogue of Life:
| Halictillus | \| \| Halictillus glabrescens \| \| \| \| \| \| Halictillus loureiroi \| \| \| \| |
|             | \| \| Halictillus glabrescens \| \| \| \| \| \| Halictillus loureiroi \| \| \| \| |
|             | Halictillus glabrescens                                                           |
|             |                                                                                   |
|             | Halictillus loureiroi                                                             |
|             |                                                                                   |